# شيفيلد (فيرمونت)
شيفيلد (بالإنجليزية: Sheffield, Vermont)‏ هي بلدة تقع بولاية فيرمونت في الولايات المتحدة. تبلغ مساحتها 84.9 (كم²)، وترتفع عن سطح البحر 451 م، بلغ عدد سكانها 703 نسمة في عام 2010 حسب إحصاء مكتب تعداد الولايات المتحدة وتصل الكثافة السكانية فيها 8.3 نسمة/كم2.

## وصلات خارجية
- The US50 - Cities and Towns in Vermont State
- Vermont Cities and Towns, Facts, Map, Flag, Colleges, Government, and More